# Grote agaatslak
De grote agaatslak (Lissachatina fulica) is een slakkensoort uit het geslacht agaatslakken. Het van origine Afrikaanse dier is een van de grootste landslakken ter wereld en wordt met enkele andere soorten ook wel tot de Afrikaanse reuzenslakken gerekend.

## Taxonomie
De wetenschappelijke naam van de soort werd in 1821 als Helix (Cochlitoma) fulica gepubliceerd door André Étienne d'Audebert de Férussac, onder verwijzing naar een afbeelding van de schelp door Martin Lister. De naam wordt echter ook vaak aan Thomas Edward Bowdich toegeschreven, die hem in 1822 publiceerde als Achatina fulica. Hij verwees op zijn beurt naar Jean-Baptiste de Lamarck. Volgens Harry Lee is Bowdich degene die geciteerd moet worden, omdat de naam bij Férussac als een nomen nudum zou moeten worden beschouwd. De World Register of Marine Species beschouwt de naam van Bowdich als geaccepteerde originele wetenschappelijk naam.

## Uiterlijke kenmerken
Het uitgestrekte lichaam van dit dier kan tot dertig centimeter lang worden. Het gewicht kan oplopen tot tussen een kleine 600 en een ruime 700 gram. Het slakkenhuis heeft in volgroeide staat zeven tot negen windingen, in uitzonderlijke gevallen tien. De dieren worden meestal drie tot vijf jaar oud, met uitschieters van wel negen jaar oud.
De vorm van het huis van de grote agaatslak is een tussenvorm van die van de tijgerslak en die van de West-Afrikaanse reuzenslak: Het conisch gevormde huis loopt uit in een half afgerond apex. Het is verder relatief egaal gekleurd, maar de kleur van het huis varieert afhankelijk van het dieet.

## Biologie

### Spijsvertering

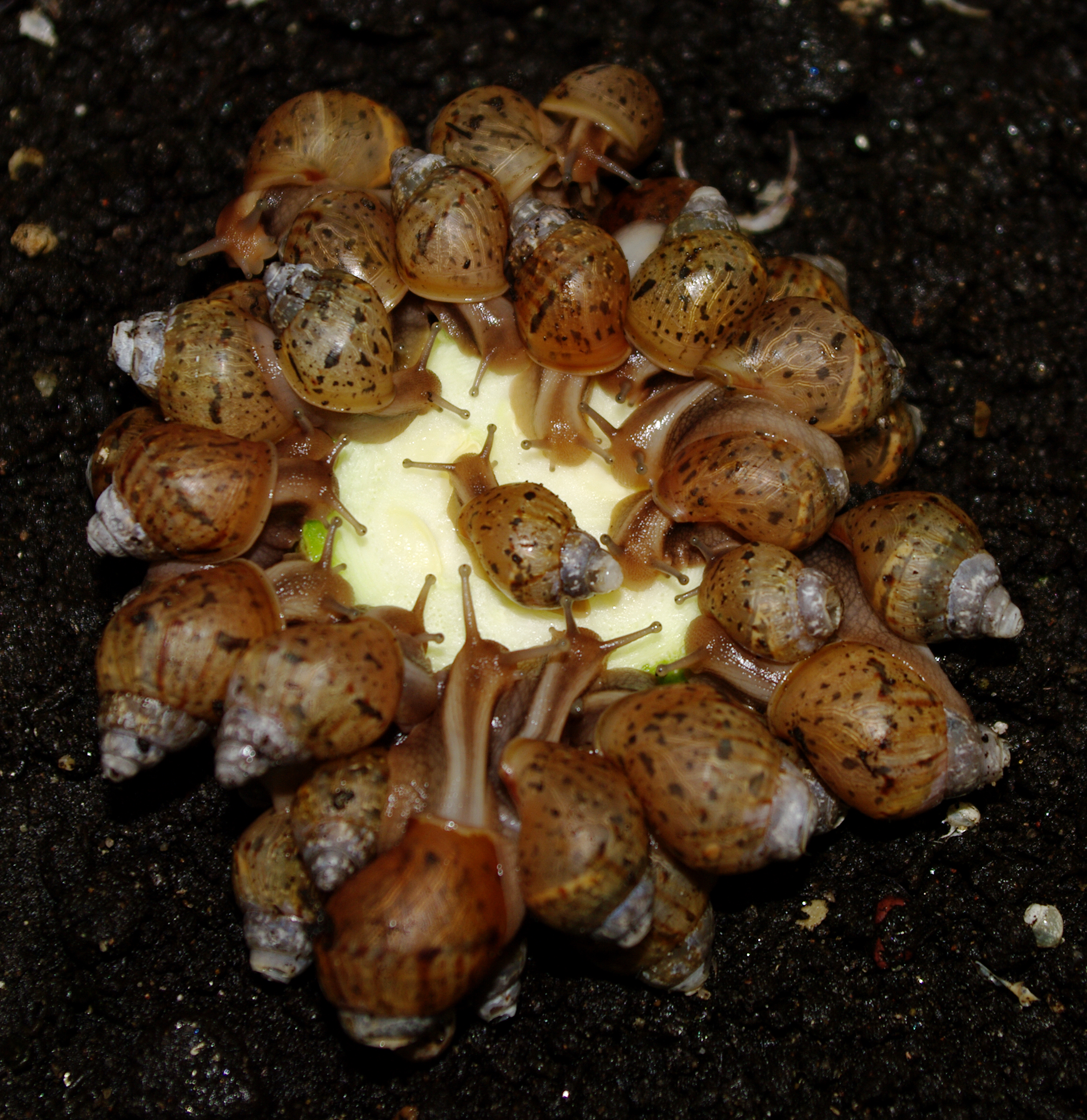
Jonge dieren eten fruit

De grote agaatslak voedt zich met behulp van een raspende tong, de radula. De tong, die duizenden kleine tandjes heeft, dient om voedsel op te nemen en te pletten. De slak raspt kleine laagjes voedsel met de radula die dan via de keel met grote speekselklieren wordt voorverteerd. Het voedsel reist dan verder het lichaam in naar de middendarmklier, een relatief groot orgaan in het slakkenlichaam. De middendarmklier produceert spijsverteringsafscheidingen en slaat de voedingsstoffen op die uit het voedsel gehaald zijn. Verder vindt daar de vertering plaats via speciale cellen en andere cellen slaan de kalk op.

### Estivatie
In periodes van droogte en schaarste estiveert de grote agaatslak. Het graaft zich dan enkele maanden in, waarbij hij zijn schelpopening afsluit met een harde en dikke laag kalk en slijm, die optimale bescherming biedt tegen uitdroging. Deze laag, het epifragma, is luchtdoorlatend en de slak kan er nog steeds doorheen ademen. Na een tijdje, wanneer het buiten weer heeft geregend en de planten kunnen groeien, werpt de grote agaatslak het epifragma af en komt het uit zijn huisje om zich te voeden en zich uiteindelijk voort te planten.
Doordat het dier zich ook verspreid heeft in koudere klimaten, doet het ook aan hibernatie. Dit is hetzelfde proces als de estivatie, maar met als doel niet de bescherming tegen uitdroging maar ter bescherming tegen de winterkou.

### Voeding
De grote agaatslak is een omnivoor. In de natuur voedt het zich voornamelijk met planten, maar neemt het ook dierlijke eiwitten op in de vorm van aas. De slak eet vooral groenten en fruit met een laag zuurgehalte, maar ook bladeren van bomen, struiken en kleine planten worden vaak gegeten. Kalk is een belangrijk onderdeel van het dieet van de slak. Het is nodig voor de opbouw en het onderhoud van de schaal en voor de productie van de eieren.

### Voortplanting

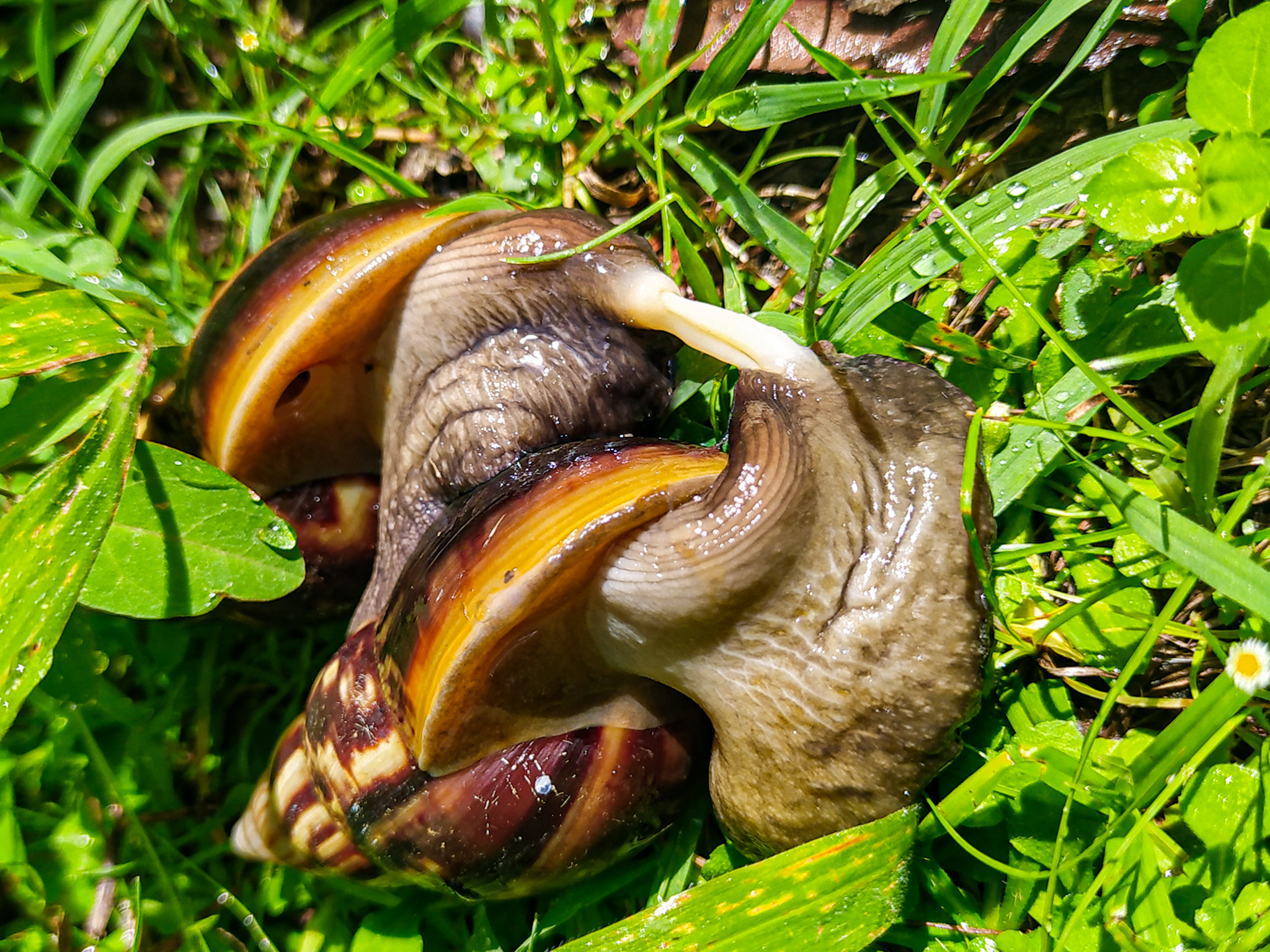
Paring

De grote agaatslak is een hermafrodiet en heeft zowel een mannelijk als een vrouwelijk geslachtsorgaan. De dieren kunnen zich voortplanten met elke geslachtsrijpe slak van hun soort. Bij lage populatiedichtheden is zelfbevruchting ook mogelijk om de soort te behouden, maar dit komt slechts zeer zelden voor. De paring vindt meestal 's nachts plaats en kan enkele uren duren. Slakken die klaar zijn om te paren, betasten elkaars koppen en voelsprieten lang voor de seksuele daad. Vervolgens worden de geslachtsdelen, die zich rechts achter de kop bevinden, verlengd en bij de partner ingebracht. Bilaterale bevruchting vindt plaats wanneer twee slakken van dezelfde grootte paren, hierbij worden beide dieren bevrucht. De slak kan het door de partner ingebrachte sperma tot twee jaar bewaren, waarbij het dier de tijd kiest met de beste omstandigheden voor de ontwikkeling van de eieren.

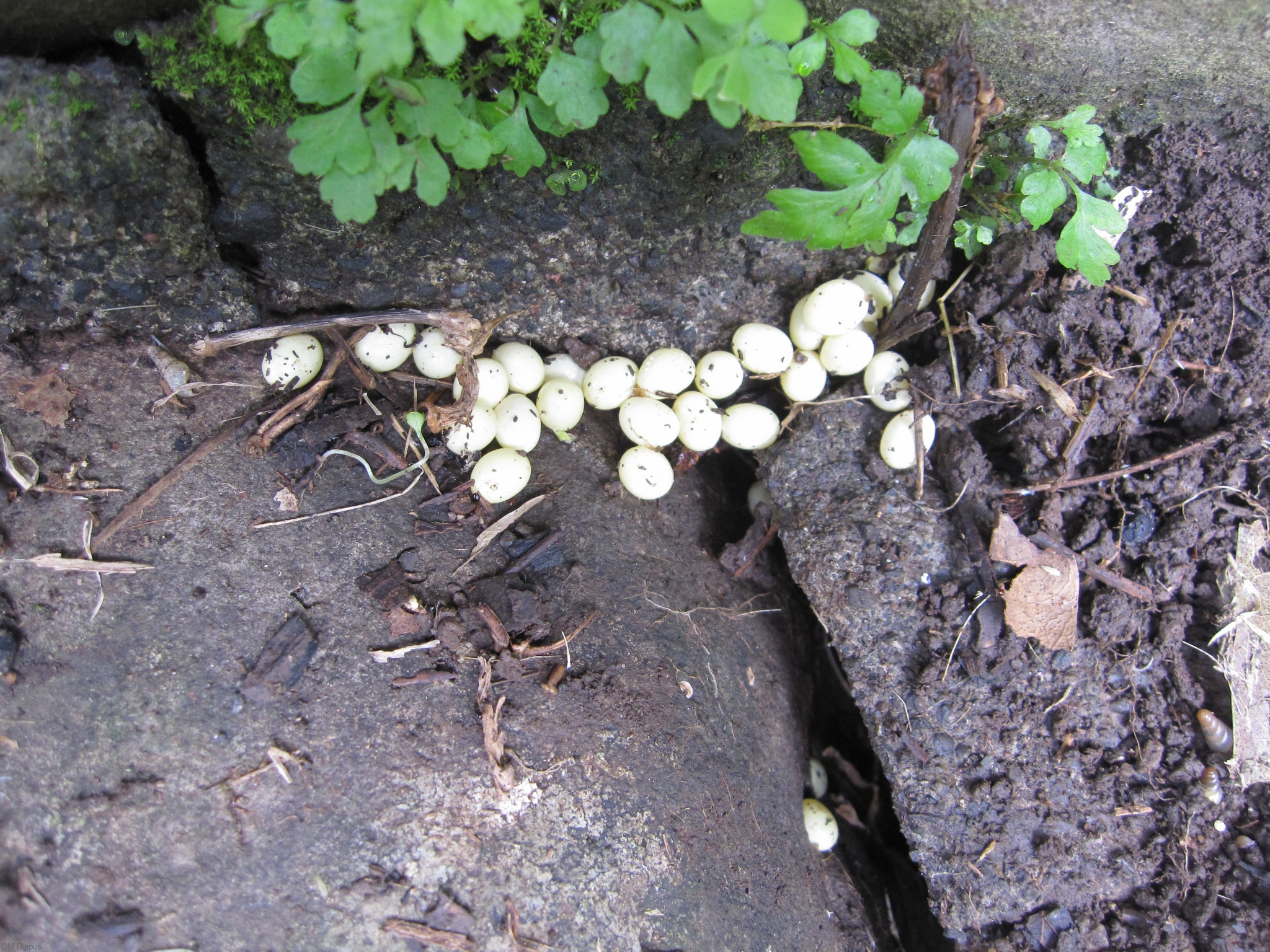
Eieren

Onder normale omstandigheden graaft de grote agaatslak twee tot drie weken na de bevruchting een hol en zet daar de eitjes af. De eieren worden meestal in het voorjaar gelegd, omdat dan de omstandigheden voor het nageslacht het beste zijn en het sterftecijfer het laagst. De legselgrootte kan variëren van 100 tot 500 eieren, afhankelijk van de grootte, leeftijd en fysieke conditie van het moederdier. Na nog eens twee tot vier weken komen de eitjes uit. Het slakkenhuisje van de nieuwgeborenen is ongeveer vier millimeter lang en daarmee net zo groot als het ei waar het uitsluipt.

## Habitat en verspreiding
De grote agaatslak komt van oorsprong voor in regenwouden en vochtige gebieden van Midden- en Oost-Afrika. De soort is ook ingevoerd in Azië en Florida. De agaatslak is erg tolerant ten aanzien van het klimaat, als gevolg waarvan het dier zich makkelijk verspreidt en voor de boeren in enkele gebieden, zoals Florida, een plaag is geworden. Door introductie en ontsnapping van de agaatslak zijn de belangrijkste verspreidingsgebieden Oost-Afrika, het Indiase subcontinent, Zuidoost-Azië, Oceanië de Caraïben, en sinds 2008 ook Brazilië.
De klimatologische omstandigheden van deze landen zijn overwegend warm met milde winters, waarin de temperatuur zelden onder de 8 °C komt. De agaatslak leeft dan ook bijna uitsluitend in landen met tropische en subtropische klimaatzones, die zich op het zuidelijk halfrond bevinden. Bovendien komt de grote agaatslak in grote aantallen voor in kustgebieden en nabij kustplaatsen, zoals op het Spaanse eiland Mallorca. Andere landen waar de agaatslak zijn weg gevonden heeft zijn verschillende Zuid-Amerikaanse landen en Indonesië.
De habitat van de agaatslak bestaat uit vochtige plaatsen zoals regenwouden, tuinen, loofbossen, parken en landbouwgebieden. In de bebouwde omgeving zijn ze te vinden op kalkrijke plaatsen, zoals huis- en tuinmuren waar ze het pleister eten om in hun kalkbehoefte te voorzien.

### Afrika
Het oorspronkelijke verspreidingsgebied van de grote agaatslak ligt aan de oostkust van Afrika. De soort komt het meest voor in Kenia en Tanzania. Er zijn ook veel geschikte leefgebieden voor deze slak in Madagaskar. De agaatslak heeft zich sindsdien verspreid in andere delen van Afrika en het leefgebied strekt zich uit over bijna alle gebieden die begroeid zijn met planten en vochtig gehouden worden door regen of kunstmatige irrigatie. Het wordt dan ook zelden gevonden op plaatsen met weinig neerslag en begroeiing.

### Azië

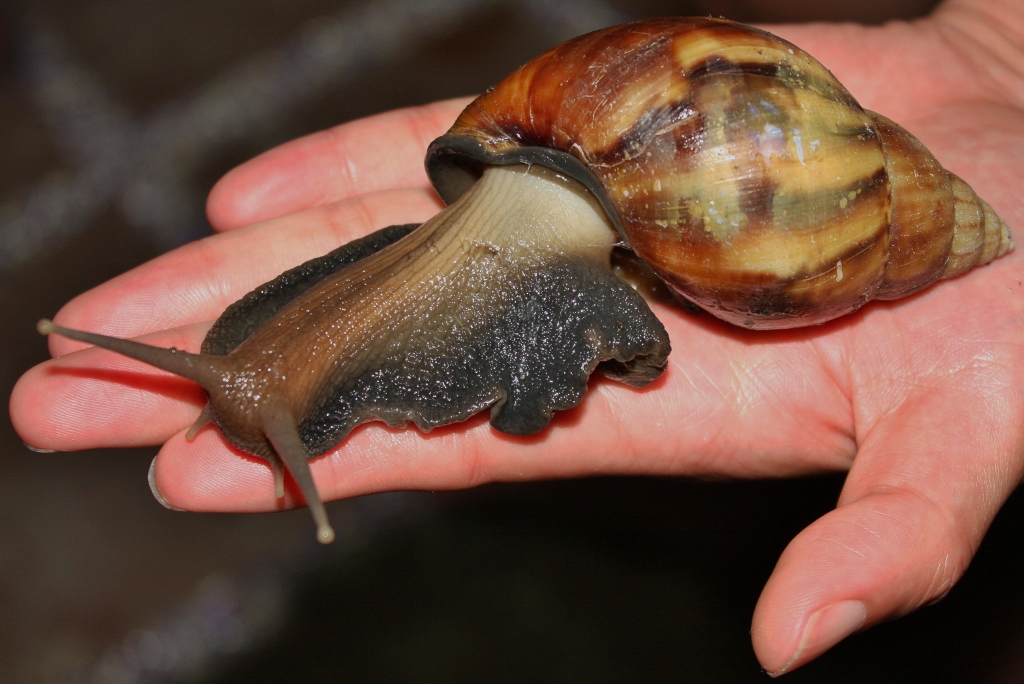
In Hongkong is de slak een invasieve soort.

Azië is ook het leefgebied geworden van de grote agaatslak. In de 18e en 19e eeuw werd deze in India geïntroduceerd door de scheepvaart van de kolonisten via Mauritius, Réunion en de Seychellen. In de loop van de jaren is het aldaar populair voedsel geworden. Daarom werden er veel grote agaatslakken gekweekt en in grote aantallen verkocht. Door ontsnapping heeft het dier zich weer verder kunnen verspreiden. In 1910 werd het Maleisische schiereiland bereikt met de landen Thailand, Myanmar en Maleisië, omstreeks 1928 Borneo en daarna Zuid-China en Japan. India heeft een klimaat dat bij uitstek geschikt is voor de grote agaatslak. De gemiddelde temperatuur ligt er in veel delen van het land tussen de 23 en 28°C en in grote delen van het land heerst er jaarlijks gedurende zeven tot acht maanden een vochtig klimaat.

### Noord-Amerika
Doordat het ook als huisdier gehouden werd, kon de grote agaatslak zich ook verspreiden naar de subtropische en tropische gebieden van Noord-Amerika. De Japanners brachten tijdens en na de Tweede Wereldoorlog ook grote agaatslakken naar Noord-Amerika. In de Verenigde Staten komt deze het meest voor in de staten Florida, Hawaii, Louisiana en Californië, maar ook in andere staten en landen in Midden-Amerika. De hierboven genoemde staten hebben ideale leefomstandigheden voor de grote agaatslak, aangezien het klimaat daar zowel vochtig als warm is en de winters mild zijn met temperaturen die zelden het vriespunt bereiken.
De grote agaatslak werd in 2014 in Cuba geïntroduceerd.

### Zuid-Amerika
In Brazilië is de grote agaatslak een invasieve diersoort. Het is daar geïdentificeerd als een belangrijke gastheer van de rondworm Angiostrongylus cantonensis.

## De grote agaatslak en de mens

### Culinaire waarde

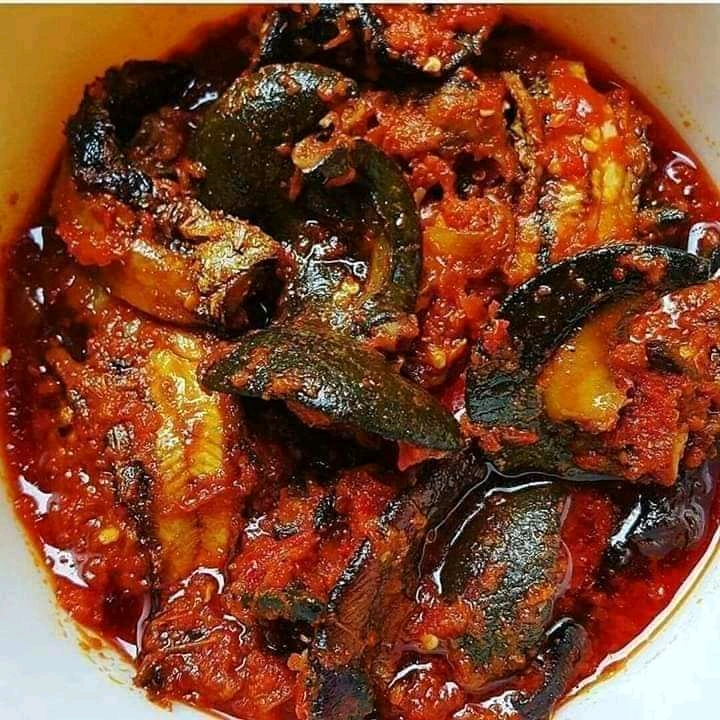
Stoofpot van Afrikaanse reuzenslak.

Zoals de meeste landslakken is de grote agaatslak eetbaar en wordt hij gewaardeerd in verschillende Afrikaanse (bijvoorbeeld Nigeria) en Aziatische keukens. De voorkeur gaat uit naar gekweekte dieren die minder kans op hebben infectieziektes over te dragen.

### Culturele waarde
In sommige Oost-Afrikaanse culturen worden de slakken gebruikt bij religieuze ceremonies. Door deze rituelen werden grote agaatslakken gedistribueerd door Afro-Amerikanen in Florida, Brazilië en het Caribisch gebied. De grote agaatslak is populair bij Noord-Amerikanen als terrariumdier of als huisdier en werd daarom vanuit zijn natuurlijke verspreidingsgebied naar andere regio's vervoerd, waar het vaak inheems werd.

### Ziektevector
De grote agaatslak is een bekende tussengastheer van de parasiet Angiostrongylus cantonensis, een rondworm die mensen kan infecteren met angiostrongyliasis. Mensen kunnen door de worm worden besmet, bijvoorbeeld wanneer ze besmette, onvoldoende verhitte slakken of hun eieren eten.

### Bestrijding

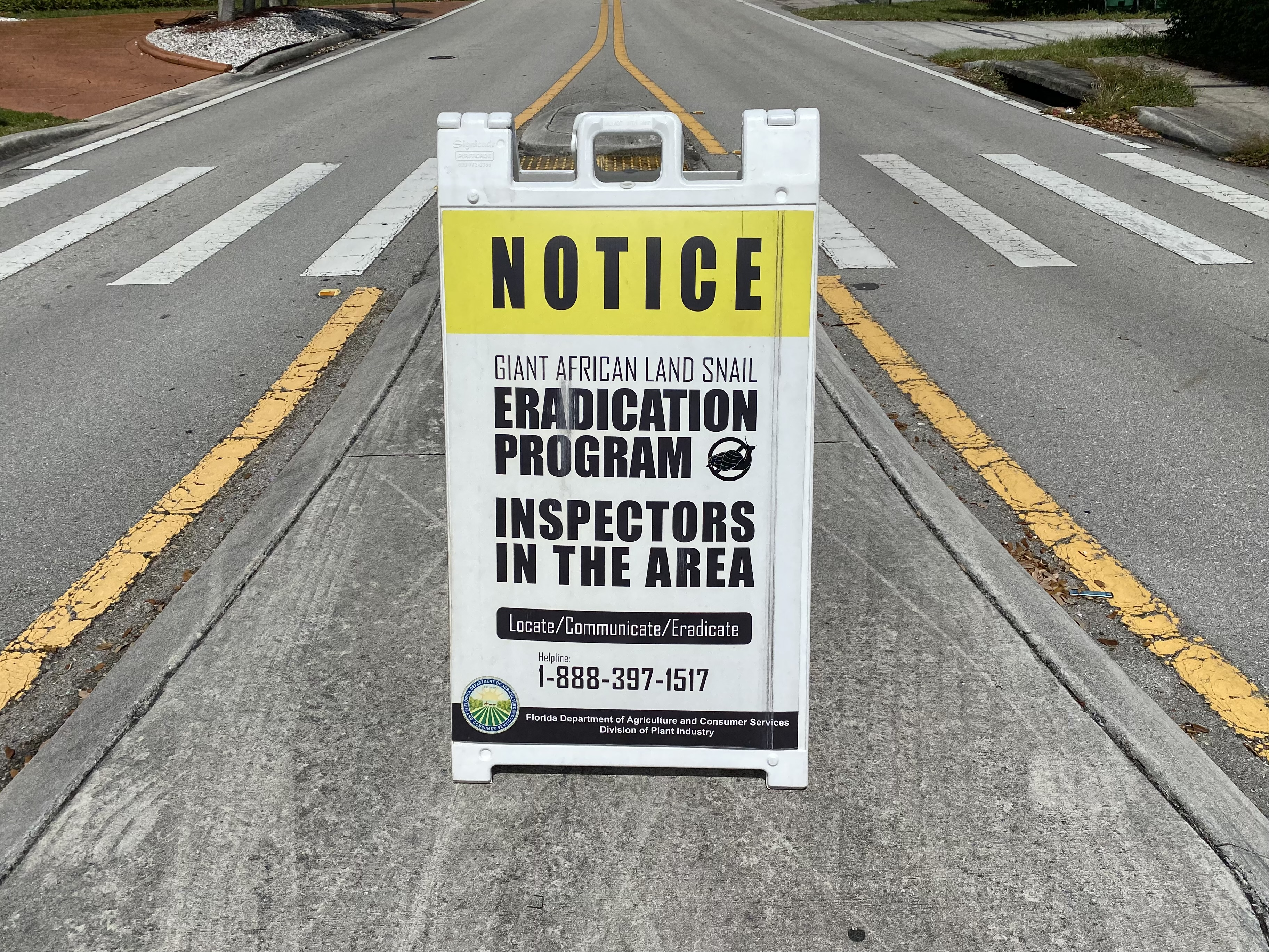
Met name in de VS is de reuzenslak een pest

De grote agaatslak wordt beschouwd als een plaag voor gewassen, als ziektevector en deels als een invasieve soort dat een bedreiging vormt voor inheemse ecosystemen, met name in Oost-Afrika, op het Indiase subcontinent, in Zuidoost-Azië, in Oceanië en in het Caribisch gebied. Het dier wordt daarom in diverse regio's actief bestreden.
Er zijn uiteenlopende maatregelen toegepast om de agaatslak uit te roeien. Handmatige verzameling van de slakken, of vernietiging met behulp van vlammenwerpers is niet efficiënt gebleken. Meer effect sorteert bijvoorbeeld het gebruik van slakkenkorrels op landbouwgrond. In enkele gevallen is Euglandina rosea in het wild vrijgelaten om de grote agaatslak te bestrijden. Euglandina rosea is een rovende slak, die de prooi doodt met behulp van de radula. Het bleek echter niet succesvol omdat dit roofdier de voorkeur geeft aan kleinere soorten zoals boomslakken en daarmee ook verantwoordelijk is voor de achteruitgang van andere slakkensoorten.